# Bonner Joch
Bonner Joch är ett bergspass i Antarktis. Det ligger i Östantarktis. Nya Zeeland gör anspråk på området. Bonner Joch ligger 1 848 meter över havet.
Terrängen runt Bonner Joch är kuperad åt nordost, men åt sydväst är den bergig. Trakten är obefolkad. Det finns inga samhällen i närheten. 